# 田邊修斗
田邊修斗（1994年3月22日—），是日本男演員。

## 經歷
2006年中學一年級的時侯，在吉祥寺被Stardust Promotion的人發掘並聘請。

## 出演

### 電視劇
- 3年B組金八先生（TBS）飾演 五十嵐雅迪
  - 第8季（2007年10月11日 - 2008年3月20日）
  - 最終特集 3年B班金八老師〜「最後の贈る言葉」（2011年3月27日）
- 原爆63年的事實的原爆開發計劃（2008年8月2日、朝日電視台）飾演 永田不二夫
- 東京少女 岡本杏理 旅程的途中（2008年8月23日・30日、BS-i）飾演 颯太

### 電影
- サウスバウンド（2007年10月6日上映）飾演 上原二郎
- 20世紀少年（2008年8月30日上映）飾演 遠藤健次（中學生時代）
- 20世紀少年 最終章 我們的旗幟（2009年8月29日上映）飾演 遠藤健次（中學生時代）

### 廣告
- P&G 空氣清新劑（2009年4月1日 - ）

### 參與MV
- GReeeeN『奇蹟』（2008年5月28日）
- supercell『你不知道的故事』（2009年8月12日）

## 外部連結
- スターダストプロモーション （页面存档备份，存于）